# Deutsche Geschichte 1800–1918
Deutsche Geschichte 1800–1918 ist eine 1983, 1990 und 1992 im Verlag C. H. Beck in München erschienene Trilogie des Neuzeithistorikers Thomas Nipperdey, Ordinarius an der Ludwig-Maximilians-Universität München. Sie gilt in der Geschichtswissenschaft als Standardwerk zur Deutschen Geschichte. Das Gesamtwerk hat den Anspruch einer „histoire totale“. Die einzelnen Bände decken große Bereiche der Deutschen Geschichte vom 19. Jahrhundert bis zur Geschichte des Deutschen Kaiserreiches ab.

## Inhalt

### Bürgerwelt und starker Staat
Das Buch umfasst nahezu die gesamte Geschichte Deutschlands von 1800 bis 1866. Es werden insbesondere die Bereiche Politik, Wirtschaft und Gesellschaft betrachtet. Beginnend mit dem Ende des Heiligen Römischen Reiches und der Franzosenzeit unter Napoleon Bonaparte behandelt das Werk die Preußischen Reformen und den Rheinbund. Es geht um die Befreiungskriege, aber auch das Leben, Arbeiten und Wirtschaften der Menschen. Danach folgt die Restauration unter Fürst von Metternich und der Vormärz. Religion, Bildung, Wissenschaft und Kultur spielen ebenso eine Rolle wie die gescheiterte Deutsche Revolution 1848/1849. Näher wird dann auf die weitere Entwicklung in Deutschland, insbesondere unter dem preußischen Ministerpräsidenten Otto von Bismarck eingegangen.

### Arbeitswelt und Bürgergeist
Auch im zweiten Teil der Chronologie werden Wirtschaft, Gesellschaft und Kultur, diesmal des Deutschen Kaiserreichs behandelt. Es geht um die Bevölkerung, Familien und den Alltag. Die deutsche Landwirtschaft, die Industrie und der Handel finden nähere Betrachtung. Die Nationalökonomie mit ihren Facetten wie Außenhandel, Konjunktur und Einkommensverteilung sind genauso im Focus wie der gewöhnliche Arbeiter. Daraus ergeben sich Abhandlungen über die Soziale Frage und das sich emanzipierte Bürgertum. In der beschriebenen Klassengesellschaft haben das Judentum und die christlichen Religionen ein gesondertes Augenmerk. Darüber hinaus sind Bildung, Wissenschaft und die schönen Künste ein zentraler Bereich im Buch. Zuletzt wird das Pressewesen thematisiert.

### Machtstaat vor der Demokratie
Die staatliche Machtpolitik wird im dritten Band dargestellt. Bismarck vollzieht die Reichseinigung. Von Verfassung über Militär, Recht und Antisemitismus. Seine Regierungszeit nimmt einen gesonderten Platz ein. Zu den Themenfeldern gehören der Kulturkampf und die Bündnispolitik. Strukturprobleme treten bei der Verfassung, bei Wahlen und Parteien auf. Außerdem wächst in Deutschland der Nationalismus. Vor dem Ausbruch des Ersten Weltkrieges ist der Wilhelminismus der dominierende Gesellschaftsentwurf. Mit dem Übergang Deutschlands in eine Demokratie endet das Buch.

## Rezeption
Die Rezensionen zu den einzelnen Bänden der Trilogie waren überschwänglich: Hans-Ulrich Wehler (1983) bezeichnete Nipperdeys Werk als „das historische Buch nicht nur dieses Jahres“. Für Lothar Gall (1984) war es eine „Geschichtsschreibung großen Stils“. Werner Conze (1985) bezeichnete den Beitrag Nipperdeys als „meisterhaft geschriebenen Geschichtserzählung“. Hermann W. von der Dunk (1992) konstatierte: „monumentales Werk von geradezu stupender Vielseitigkeit des Wissens und großer Selbstständigkeit des Urteils“. Nipperdey habe sich nach Volker Ullrich (1992) „eingeschrieben in die Annalen der Geschichtswissenschaft“.

## Bände
Alle Einzelbände der Trilogie sind im Verlag C. H. Beck in München erschienen:
- Teil 1: 1800–1866

- Bürgerwelt und starker Staat, 1983, ISBN 3-406-09354-X.

- Teil 2: 1866–1918

- Arbeitswelt und Bürgergeist (Band 1), 1990, ISBN 3-406-34453-4.
- Machtstaat vor der Demokratie (Band 2), 1992, ISBN 3-406-34801-7.